# Panojeviće
Panojeviće (izvirno srbsko Панојевиће) je naselje v Srbiji, ki upravno spada pod Občino Raška; slednja pa je del Raškega upravnega okraja.

## Demografija
V naselju, katerega izvirno (srbsko-cirilično) ime je Панојевиће, živi 144 polnoletnih prebivalcev, pri čemer je njihova povprečna starost 40,3 let (38,6 pri moških in 41,9 pri ženskah). Naselje ima 59 gospodinjstev, pri čemer je povprečno število članov na gospodinjstvo 3,12.
To naselje je, glede na rezultate popisa iz leta 2002, večinoma srbsko, a v času zadnjih treh popisov je opazno zmanjšanje števila prebivalcev.
|  |

| Demografija | Demografija     | Demografija     |
| Leto        | Št. prebivalcev | Št. prebivalcev |
| ----------- | --------------- | --------------- |
|             |                 |                 |
|             |                 |                 |
|             |                 |                 |
|             |                 |                 |
| 1948        | 277             |                 |
| 1953        | 313             |                 |
| 1961        | 341             |                 |
| 1971        | 311             |                 |
| 1981        | 235             |                 |
| 1991        | 195             | 194             |
| 2002        | 184             | 184             |
|             |                 |                 |

| Etnična sestava po popisu iz leta 2002 | Etnična sestava po popisu iz leta 2002 | Etnična sestava po popisu iz leta 2002 | Etnična sestava po popisu iz leta 2002 | Etnična sestava po popisu iz leta 2002 |
| -------------------------------------- | -------------------------------------- | -------------------------------------- | -------------------------------------- | -------------------------------------- |
| Srbi                                   | Srbi                                   |                                        | 181                                    | 98,36%                                 |
| Neznano                                | Neznano                                |                                        | 3                                      | 1,63%                                  |